# Seregély Márta (kerékpárversenyző)
Seregély Márta (Budapest, 1968. március 29. –) válogatott magyar kerékpárversenyző.

## Pályafutása
1968. március 29-én született Budapesten Seregély Tibor és Tóth Ilona gyermekeként. 1986-ban a budapesti Dózsa György Gimnáziumban érettségizett.
1980 és 1983 között az MTK-VM, 1983 és 1999 között a Ferencvárosi TC kerékpárversenyzője volt. Országúti páros versenyszámban Szalay Emesével (1988–90), Szabó Hajnalkával (1991) és Király Erikával (1992) versenyzett. Edzője Hóbor Lajos volt. 1985 és 1999 között a válogatott keret tagja volt. A Giro d’Italia versenyen hat alkalommal szerepelt a nemzeti csapattal. Legjobb eredményét 1996-ban érte, amikor a 10. szakaszban (Róma) a 11 helyen végzett.
Jelenleg a BiondoBike amatőr kerékpáros klub edzője.

## Sikerei, díjai
- 22-szeres magyar bajnok: országúton, pályán, downhill-ben és cross country-ban.